# François Batet (lettreur)
Pour les articles homonymes, voir François Batet et Batet.
François Batet, de son nom complet François Batet Lavernia, né le 24 mars 1956, est un lettreur de bande dessinée français et le fils de l'illustrateur espagnol du même nom.

## Biographie
François Batet naît en France, à Saint-Maur-des-Fossés,  le 24 mars 1956. Il est le fils de François Batet Pellejero et d'Angelina Lavernia, artistes peintres. Parcours scientifique (Bac D en 1975) Puis BTS horticole en 1977. Après l'armée, et quelques années dans les espaces verts (1979-1984), il se consacre par la suite au lettrage et mise en couleurs de BD pour différents éditeurs sur Paris: Edi Monde, Fleurus, Bayard, Dargaud...Il signe son travail sous le nom de François Batet.

## Principales œuvres
- L'autre Monde, Rodolphe (scénario) et Florence Magnin (dessins et couleurs) :
  - 3. Le Mal de lune, Dargaud, 26 mai 2011, 46 pages,  (ISBN 978-2-205-06530-5) ;
  - 4. La Bouche d'ombre, Dargaud, 5 octobre 2012, 46 pages,  (ISBN 978-2-205-06886-3) ;
  - Cycle 2 - L'Intégrale, Dargaud, 16 octobre 2015, 96 pages,  (ISBN 978-2-205-07489-5).
- L'aventure d'Okapi Tome I : L'histoire du premier volcan d'Haroun Tazieff, Marie-Noëlle Pichard (scénario), Pierre Frisano (scénario et dessins), Marc David (scénario) et Marie-Paule Alluard (couleurs), Regards, janvier 2019, 56 pages,  (ISBN 979-10-93709-31-4) ;
- Batman : L'Asile d'Arkham / Arkham Asylum Tome I : Les Fous d'Arkham, Grant Morrison (scénario) et Dave McKean (dessins et couleurs), Éditions USA, janvier 1990, 124 pages,  (ISBN 2-87695-115-0) ;
- Blake et Mortimer Tome XIII : L'Affaire Francis Blake, Jean Van Hamme (scénario), Ted Benoit (dessins) et Madeleine de Mille (couleurs), Éditions Blake et Mortimer (Dargaud), janvier 1996, 66 pages,  (ISBN 2-7441-0526-0) ;
- Elle s'appelle Taxi Tome I : Une croisière en enfer, Alfonso Font (scénario et dessins), Le Vaisseau d'argent, novembre 1990, 46 pages,  (ISBN 2-87757-032-0) ;
- Les enquêtes de l'Inspecteur Bayard Tome V : Les dragons du diable, Jean-Louis Fonteneau (scénario), Olivier Schwartz (dessins) et Christine Couturier (couleurs), Bayard, juin 1995, 44 pages,  (ISBN 978-2-7009-4095-4) ;
- Insiders, Jean-Claude Bartoll (scénario), Renaud Garreta (dessins), Jocelyne Charrance (couleurs, tomes 5 à 10) et Kness (couleurs, tomes 3 à 5) :
  - 3. Missiles pour Islamabad, Dargaud, septembre 2004, 46 pages,  (ISBN 2-205-05556-9) ;
  - 4. Le piège afghan, Dargaud, juin 2005, 46 pages,  (ISBN 2-205-05658-1) ;
  - 5. O.P.A sur le Kremlin, Dargaud, décembre 2006, 46 pages,  (ISBN 2-205-05761-8) ;
  - 6. Destination Goulag, Dargaud, décembre 2007, 46 pages,  (ISBN 978-2-205-05962-5) ;
  - 7. Les dragons de Pékin, Dargaud, mars 2009, 46 pages,  (ISBN 978-2-205-06233-5) ;
  - 8. Le prince rouge, Dargaud, 27 novembre 2009, 46 pages,  (ISBN 978-2-205-06281-6) ;
  - 9. Narco business, Dargaud, 24 août 2012, 46 pages,  (ISBN 978-2-205-06864-1) ;
  - 10. African connection, Dargaud, 6 juin 2014, 46 pages,  (ISBN 978-2-205-07150-4).
- La Jeunesse de Barbe-Rouge, Christian Perrissin (scénario), Daniel Redondo (dessins) et Yves Lencot (couleurs) :
  - 2. La fosse aux lions, Dargaud, mai 1997, 46 pages,  (ISBN 2-205-04504-0) ;
  - 4. L'île du démon rouge, Dargaud, mai 1999, 46 pages  (ISBN 2-205-04768-X) ;
  - 5. Les mutinés de Port-Royal, Dargaud, juillet 2001, 46 pages,  (ISBN 2-205-04906-2).
- Le maître de Benson Gate, Fabien Nury (scénario), Renaud Garreta (dessins) et Jean-Jacques Chagnaud (couleurs) :
  - 1. Adieu Calder, Dargaud, avril 2007, 46 pages,  (ISBN 978-2-205-05682-2) ;
  - 2. Huit petits fantômes, Dargaud, août 2008, 50 pages,  (ISBN 978-2-205-06015-7) ;
  - 3. Le sang noir, Dargaud, janvier 2011, 46 pages,  (ISBN 978-2-205-06435-3) ;
  - 4. Quintana Roo, Dargaud, novembre 2011, 54 pages,  (ISBN 978-2-205-06436-0).
- Sans famille Tome I : Les années Vitalis, Mathilde Ferguson (scénario), Pierre Frisano (dessins) et Marie-Paule Alluard (couleurs), adapté de l'œuvre d'Hector Malot, Bayard, juin 1991, 45 pages,  (ISBN 2-7009-4076-8) ;
- Tony Corso, Olivier Berlion (scénario et dessins), Christian Favrelle (couleurs) :
  - 2. Prime Time, Dargaud, juin 2005, 52 pages,  (ISBN 2-205-05731-6) ;
  - 3. La fortune de Warren Bullet, Dargaud, juin 2006, 52 pages,  (ISBN 2-205-05797-9) ;
  - 4. L'affaire Kowaleski, Dargaud, juin 2007, 53 pages,  (ISBN 978-2-205-06003-4) ;
  - 5. Vendetta, Dargaud, 19 juin 2009, 54 pages,  (ISBN 978-2-205-06239-7) ;
  - Intégrale, Dargaud, 19 juin 2009, 225 pages,  (ISBN 978-2-205-06252-6) ;
- Le Vagabond des Limbes Hors-série I, Christian Godard (scénario), Carlos Giménez (dessins) et Marie-Paule Alluard (couleurs), Le Vaisseau d'argent, février 1990, 46 pages,  (ISBN 2-87757-013-4).